# 小行星15026
小行星15026（15026 Davidscott）是一颗绕太阳运转的小行星，为主小行星带小行星。该小行星于1998年10月14日发现。

## 轨道参数
小行星15026的轨道半长轴为2.5972681 UA，离心率为0.170。